# Epigravetiense
El Epigravetiense es una fase cultural del Paleolítico Superior que se desarrolló en Europa entre aproximadamente 22.000 y 10.000 años antes del presente. Esta cultura surgió como una continuación del Gravetiense y se extendió principalmente por el Mediterráneo occidental, Europa central y oriental.

## Características principales
- Industria lítica: Se caracteriza por la abundancia de piezas de dorso rebajado, como hojitas y puntas microlíticas de tipo La Gravette.[3][4]
- Herramientas: Predominan los raspadores sobre los buriles, con una variedad de tipos como raspadores en extremo de hoja, nucleiformes y discoidales.[5]
- Tendencia al microlitismo: Se observa una reducción en el tamaño de las herramientas a lo largo del tiempo.[5]
- Continuidad cultural: Mantiene elementos del Gravetiense, adaptándolos a las nuevas condiciones climáticas y ambientales.[6]

## Desarrollo geográfico
El Epigravetiense se encuentra en diversas regiones:
- Península Ibérica: Especialmente en la zona mediterránea española.[5]
- Italia y los Balcanes: Favorecido por la conexión geográfica durante los períodos de bajo nivel del mar.[6]
- Europa Central: Con presencia en Hungría y otras regiones centroeuropeas.[6]

## Fases y cronología
Aunque existen debates sobre la cronología exacta, se han propuesto varias fases del Epigravetiense:
1. Epigravetiense I: Paralelo al Magdaleniense I y II.[3]
2. Epigravetiense II: Caracterizado por una mayor diversificación de herramientas.[5]
3. Epigravetiense III: Con variaciones regionales en los tipos de herramientas geométricas.[7]

## Importancia cultural
El Epigravetiense representa una continuidad cultural importante en el Paleolítico Superior, especialmente en regiones donde el Solutrense no tuvo una presencia significativa. Se ha sugerido que esta cultura podría haber contribuido al sustrato étnico del Mediterráneo occidental.